# Wanda Młodnicka

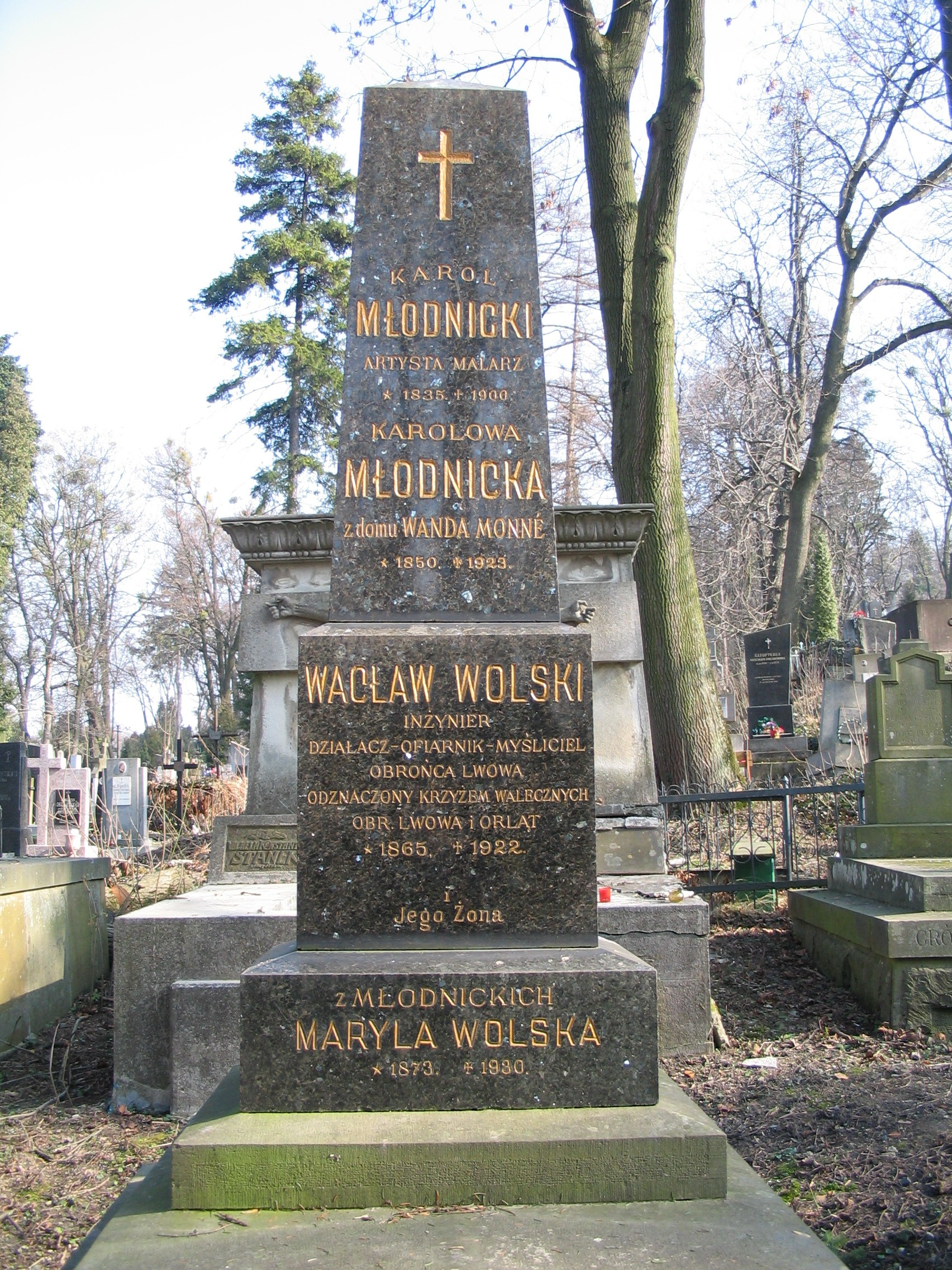
Grób Młodnickich i Wolskich na cmentarzu Łyczakowskim we Lwowie

Wanda Młodnicka z domu Monné (ur. 24 kwietnia 1850 we Lwowie, zm. 2 lutego 1923 tamże) – polska pisarka, tłumaczka i działaczka Towarzystwa Szkoły Ludowej.
Była miłością życia Artura Grottgera. Do dnia jego śmierci (13 grudnia 1867 r.) byli narzeczonymi. Wanda sprowadziła zwłoki artysty do Lwowa w dniu 4 lipca 1868 roku i pochowała go na Cmentarzu Łyczakowskim w miejscu, które kiedyś artysta wybrał podczas wspólnego spaceru.
Poślubiła malarza Karola Młodnickiego.
Wanda została pochowana na tym samym cmentarzu co Artur Grottger wraz ze swoją córką (Marylą Wolską, poetką okresu Młodej Polski), mężem i zięciem.
Jej wnukiem był poeta Ludwik Wolski, zamordowany w kwietniu 1919 r. w Złoczowie przez Ukraińców.

## Galeria[3]

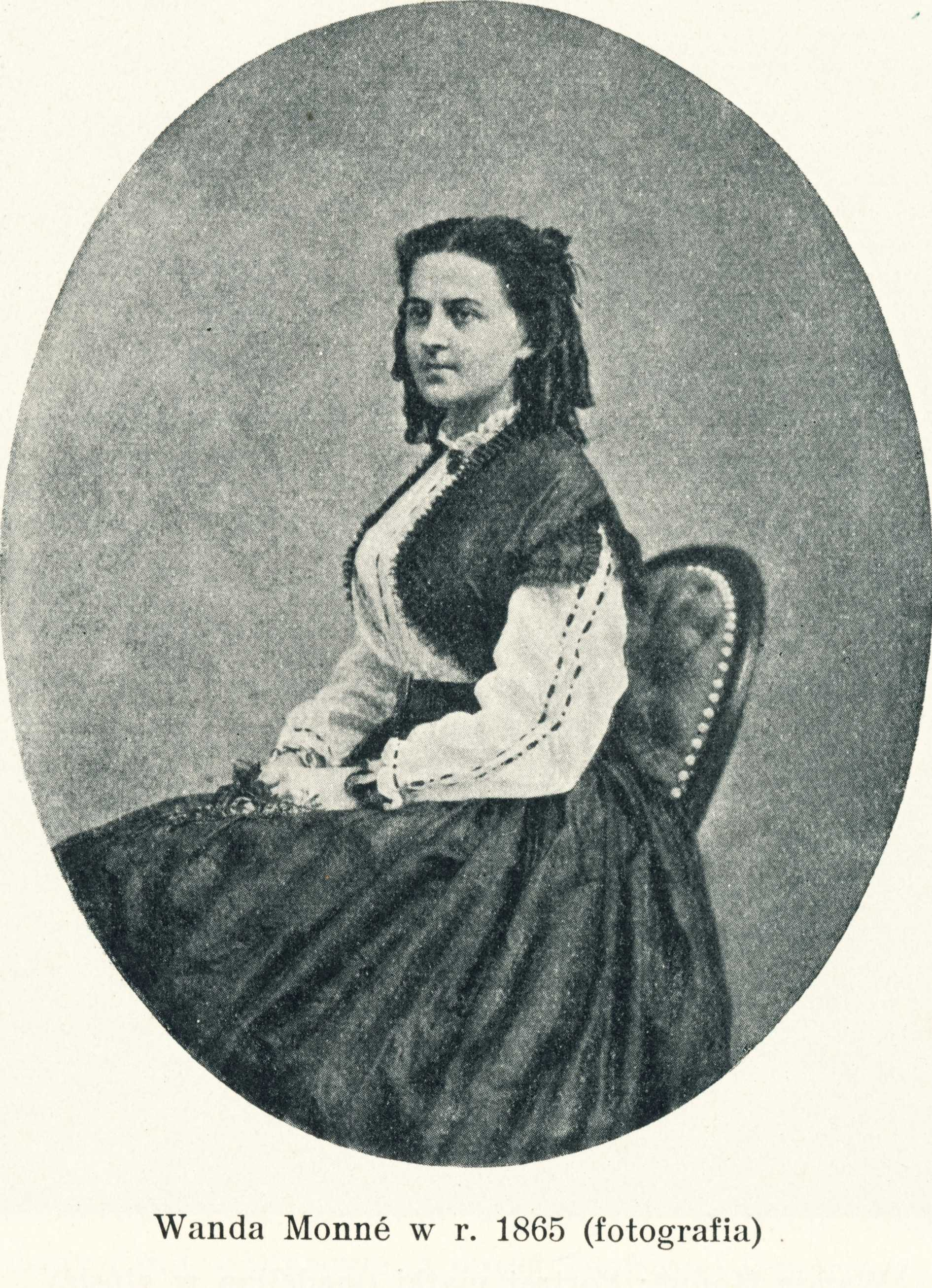
Wanda Monne w roku 1865, fotografia
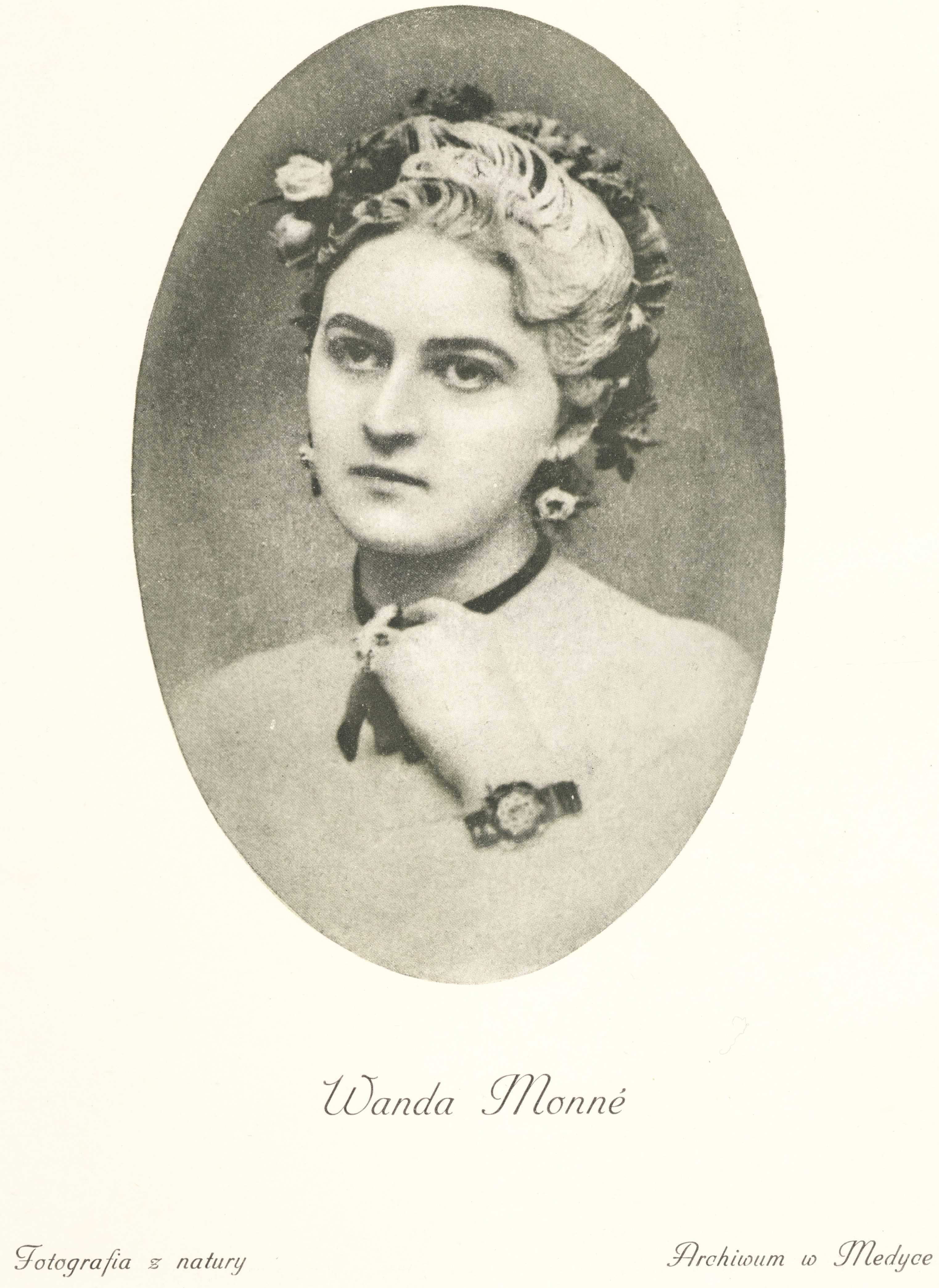
Wanda Monne, fotografia z natury
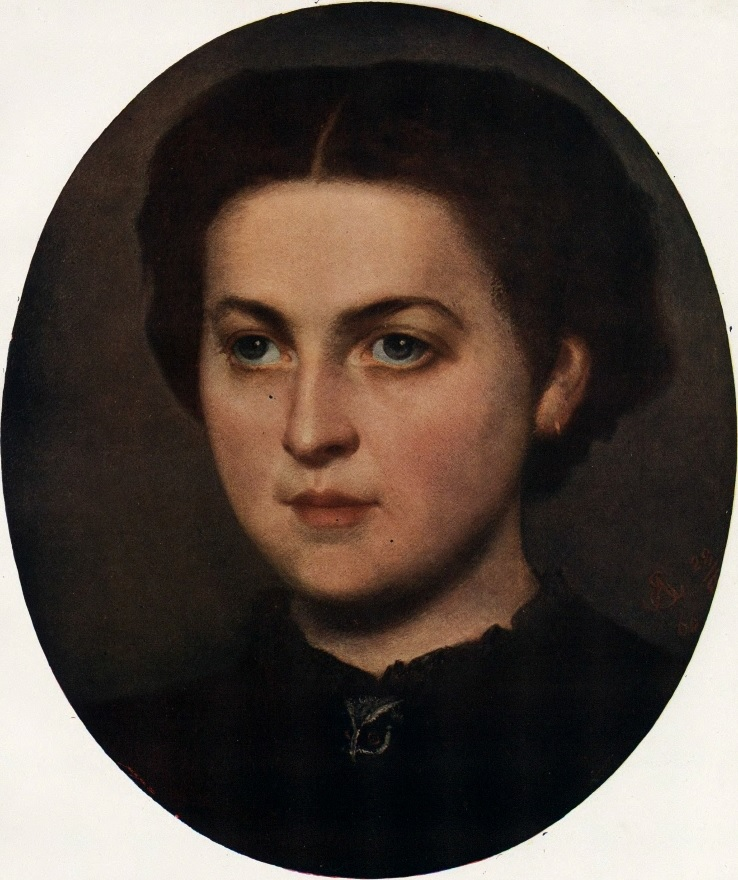
Portret Wandy Monné z sówką
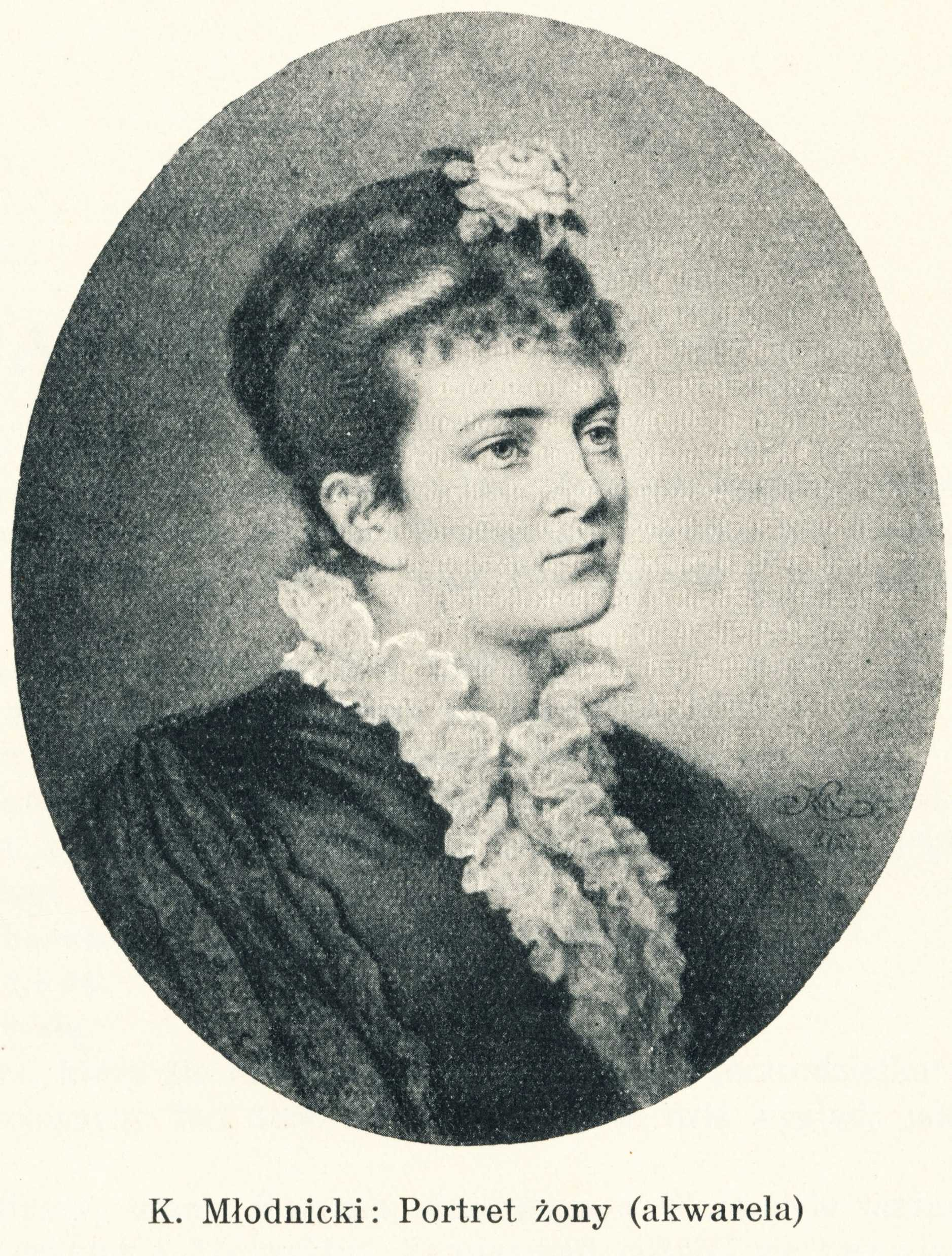
Karol Młodnicki: Portret żony. akwarela
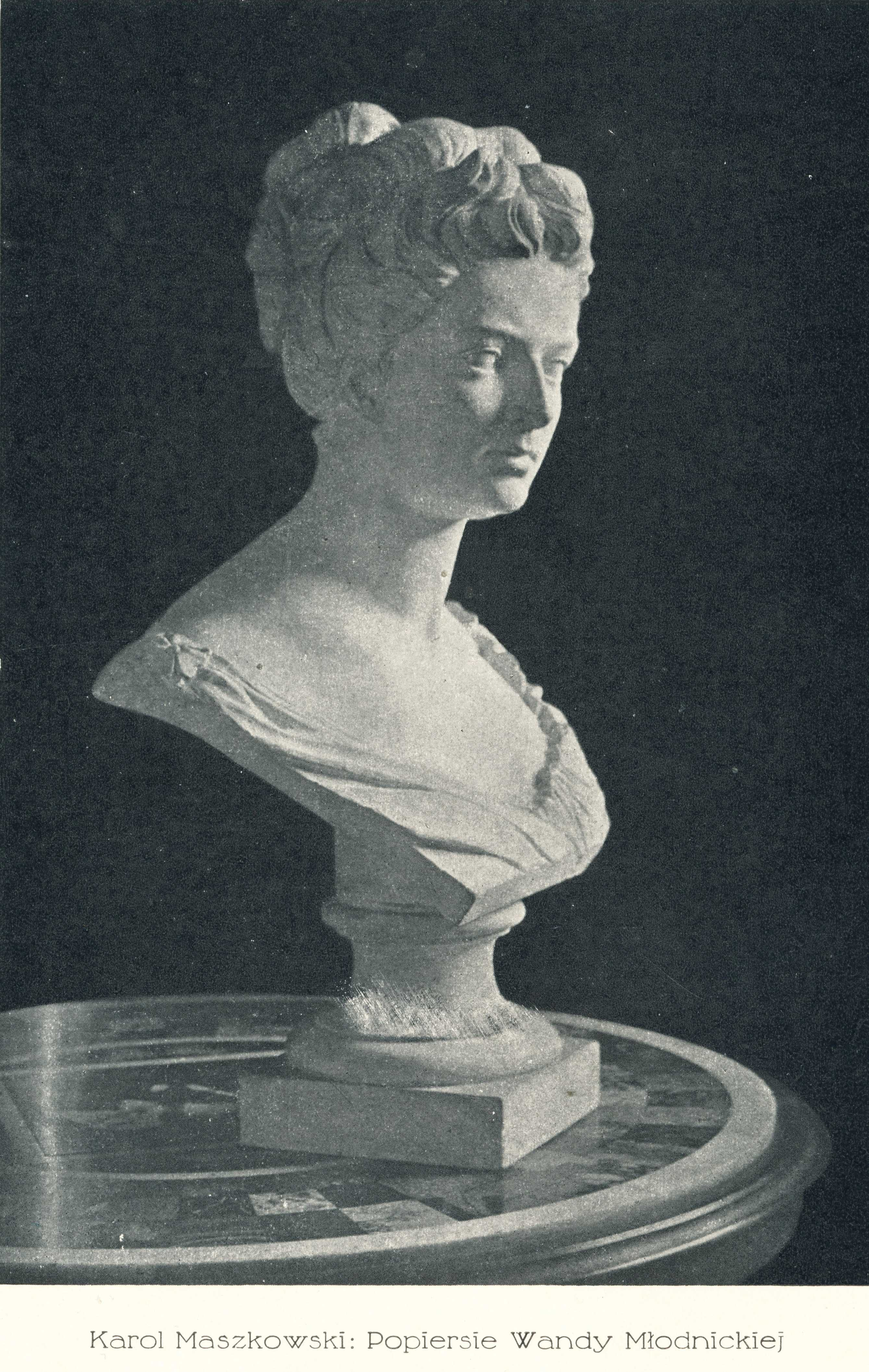
Karol Maszkowski: Popiersie Wandy Młodnickiej
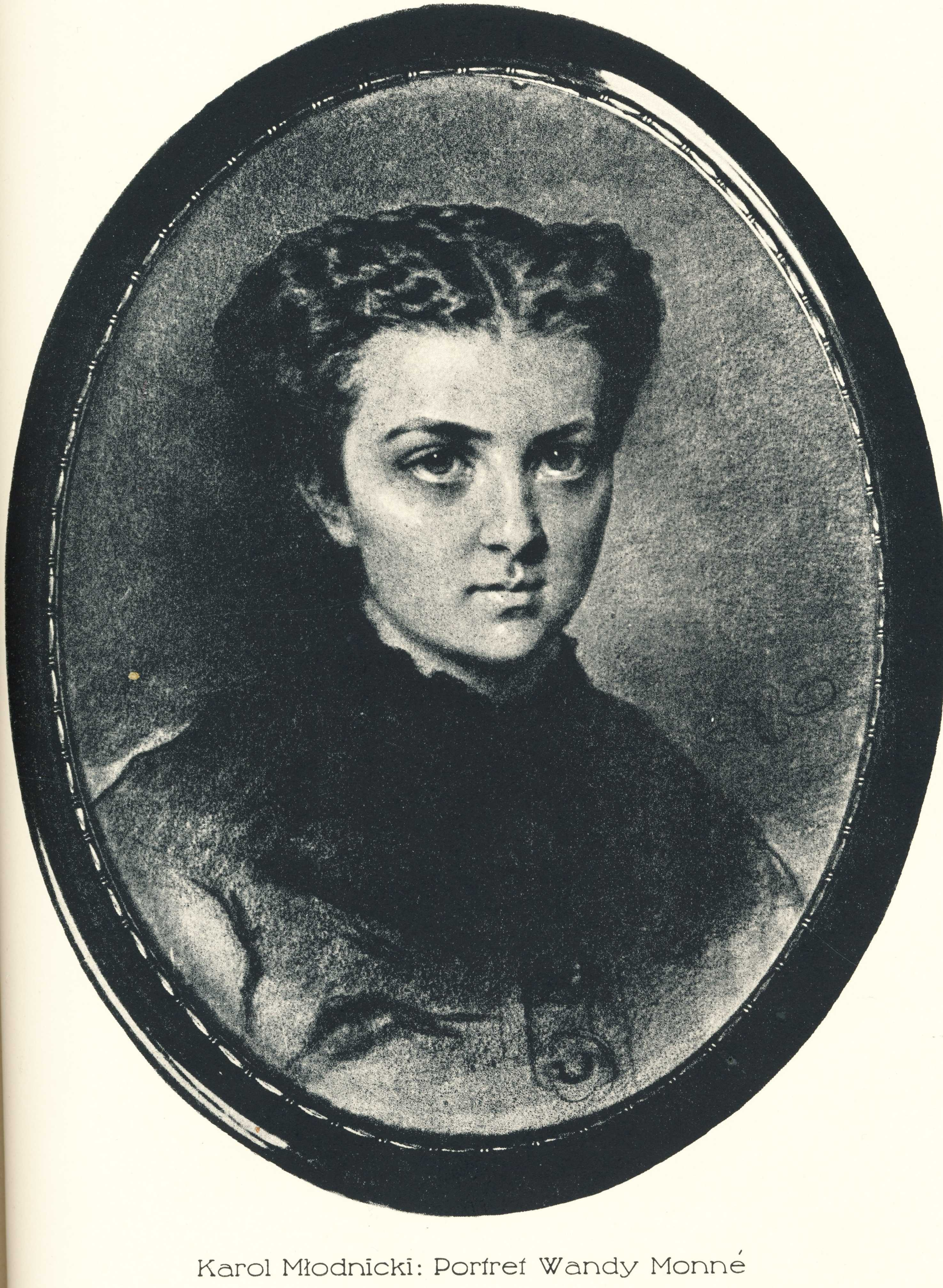
Karol Młodnicki: Portret Wandy Monne
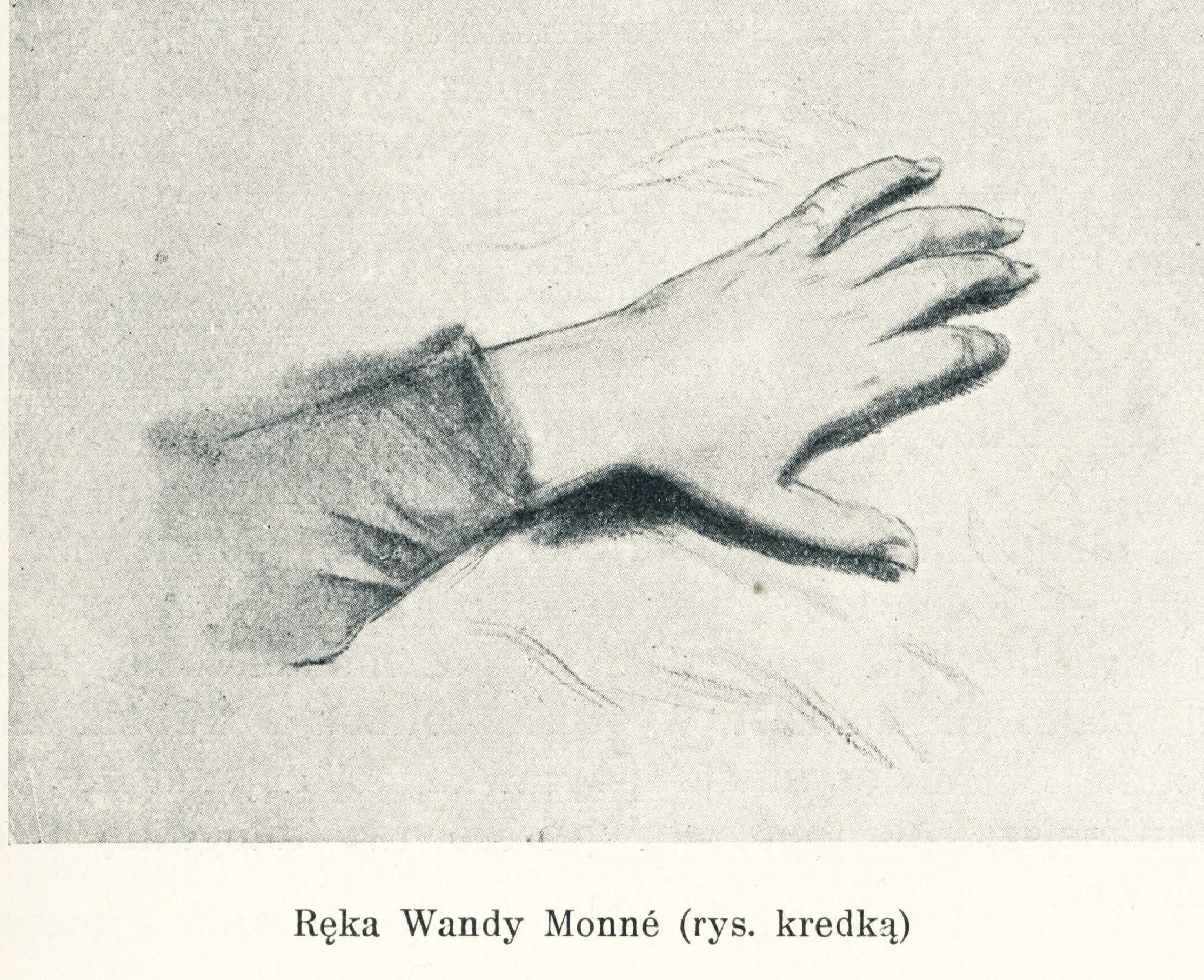
Ręka Wandy Monne, rysunek kredką
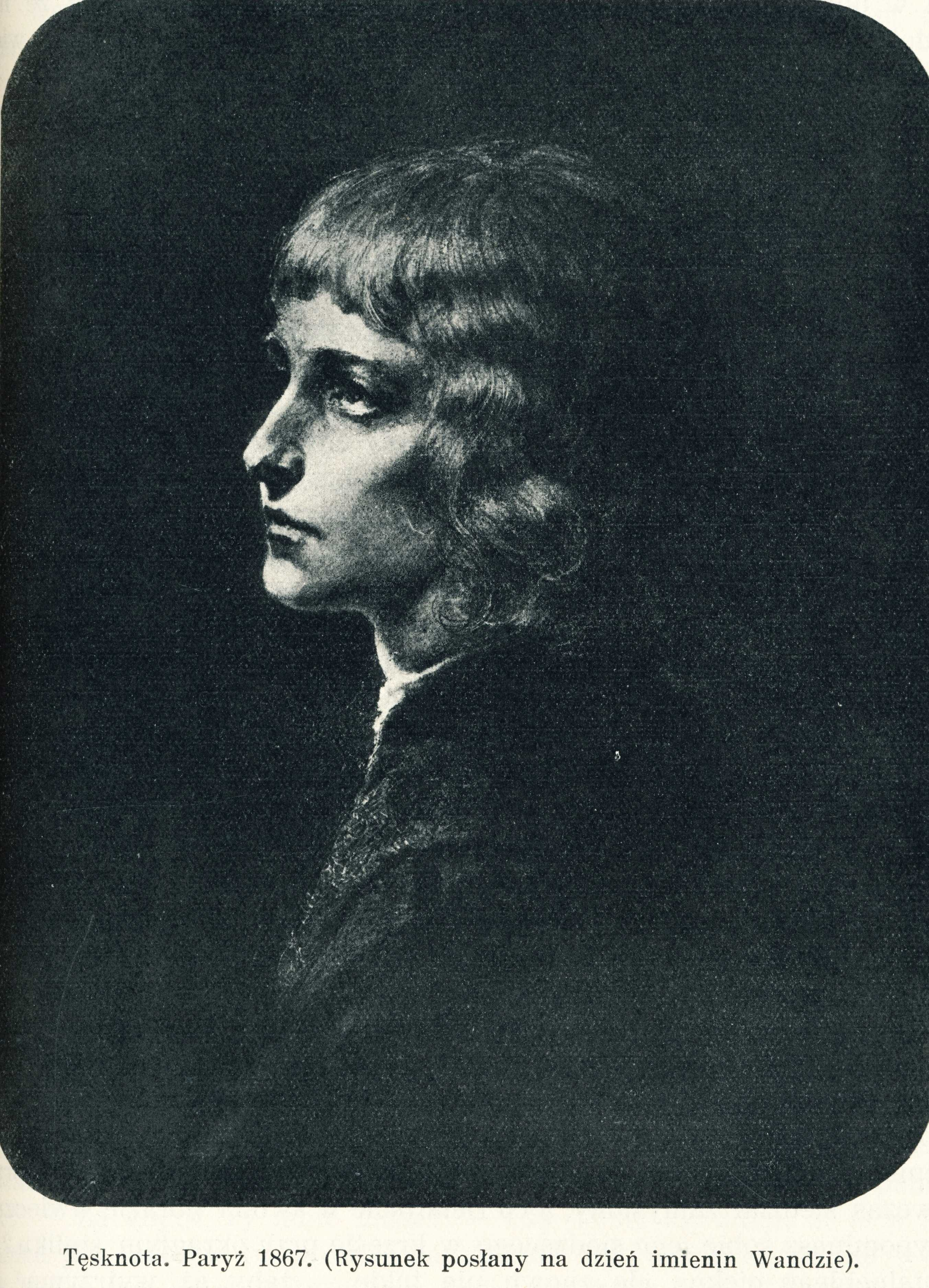
Tęsknota, Paryż, 1867, rysunek posłany na dzień imienin Wandzie
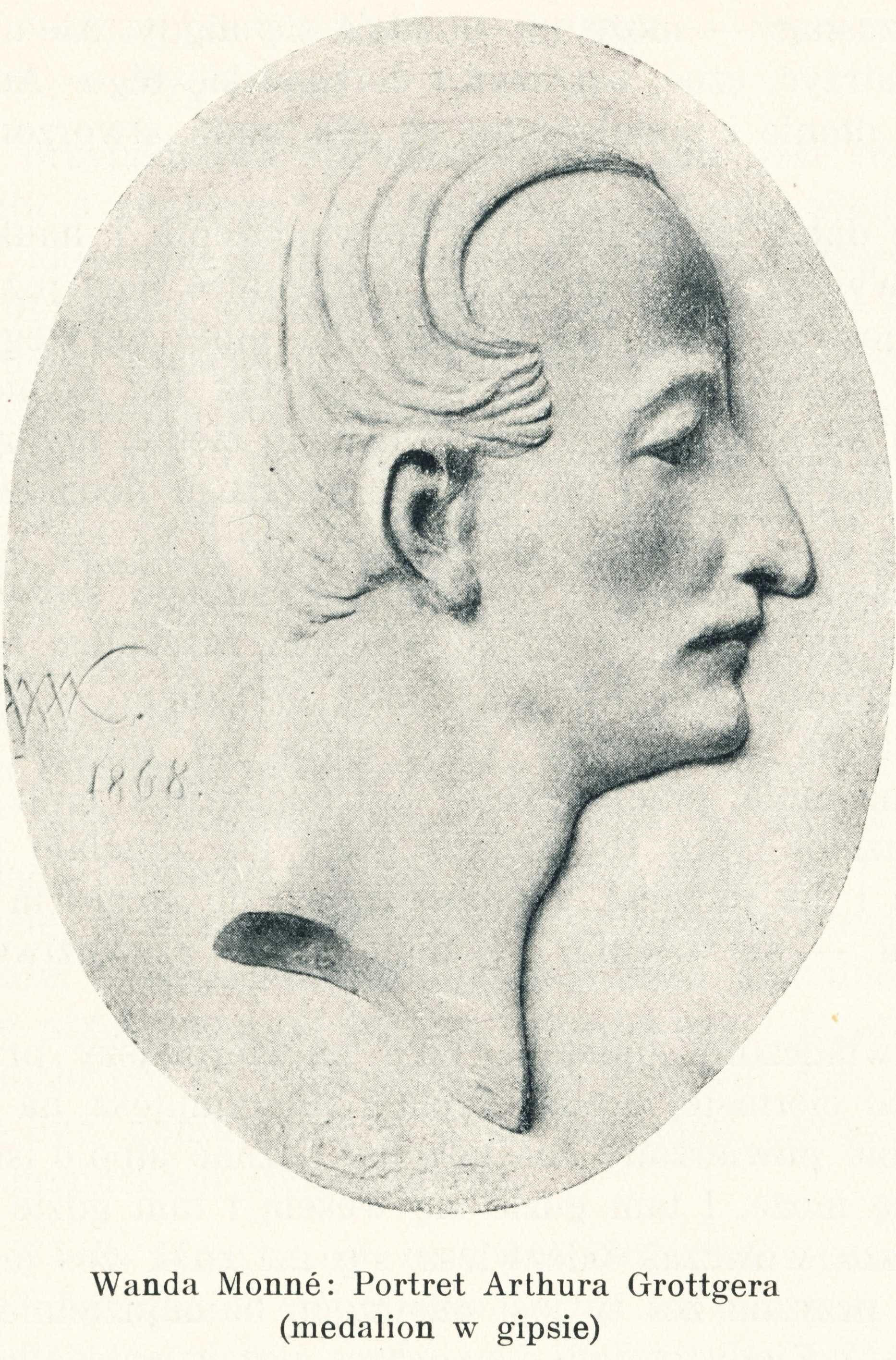
Wanda Monne: Portret Artura Grottgera, medalion w gipsie
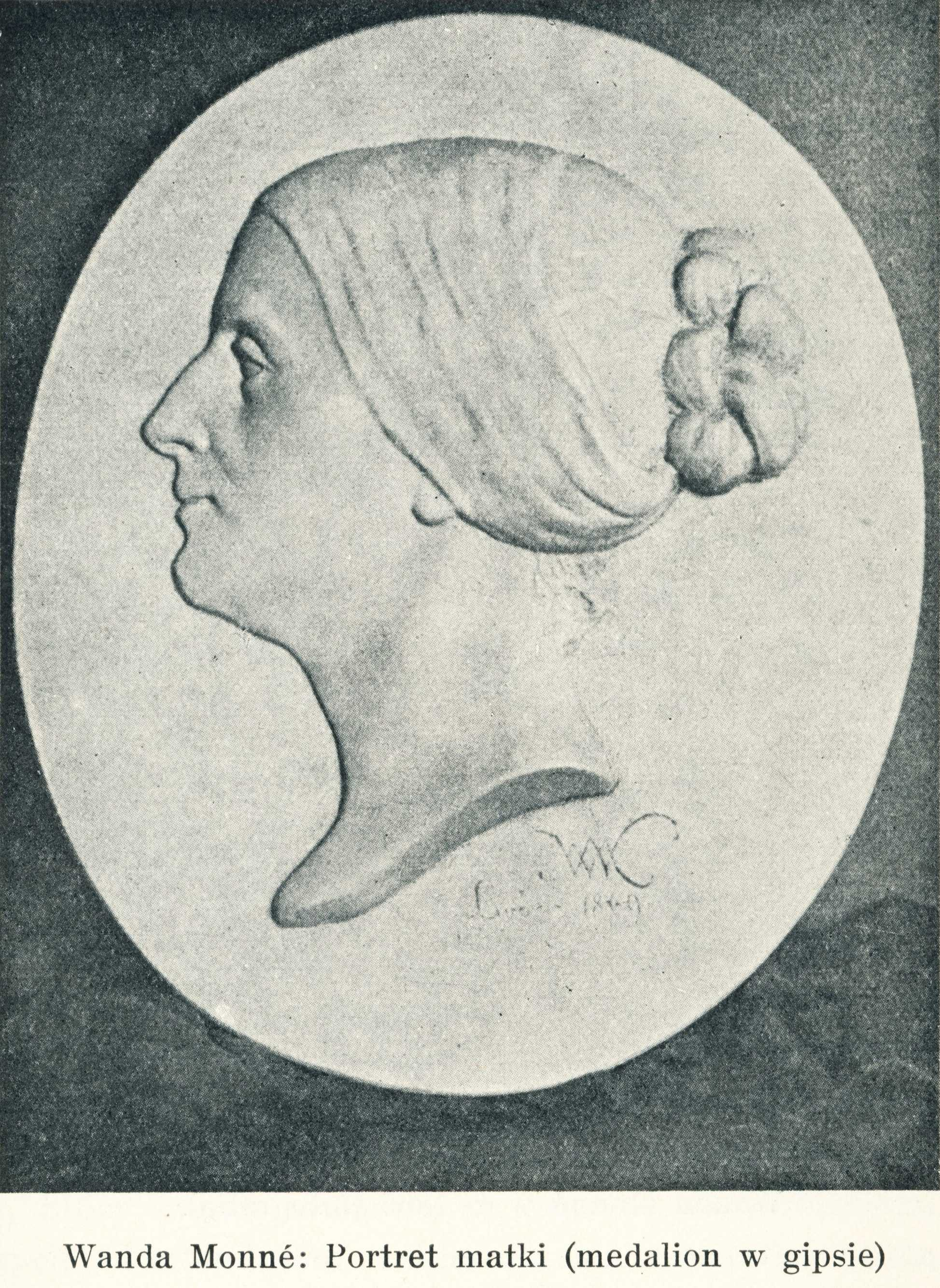
Wanda Monne: Portret Matki, medalion w gipsie